# Chain
Chain är ett gammalt längdmått i Storbritannien och USA. Enheten tar sitt namn efter den mätkedja Edmund Gunter använde i utvecklandet av lantmäteriet. 
En chain är 66 fot, eller 20,1168 meter.